# 第十書簡
『第十書簡』（だいじゅうしょかん、希: Ἐπιστολή ι'、羅: Epistula X、英: Epistle X, Tenth Epistle, Tenth Letter）は、プラトンの『書簡集』中の書簡の1つ。真作性には疑義がある。
紀元前352年頃、シュラクサイのディオンの死後まだ間もない頃、彼の最も親しい同志の1人であるアリストドロスを、その哲学者的気質を褒めつつ激励する内容となっている。

## 日本語訳
- 『プラトン全集 14　エピノミス(法律後篇)・書簡集』 水野有庸、長坂公一訳、岩波書店